# رودني ماك
رودني ماك (بالإنجليزية: Rodney Mack)‏ هو مصارع محترف أمريكي، ولد في 12 أكتوبر 1970 في لافاييت في الولايات المتحدة.

## وصلات خارجية
- رودني ماك على موقع شيردوغ (الإنجليزية)
- رودني ماك على موقع WrestlingData.com (الإنجليزية)
- رودني ماك على موقع CageMatch worker (الإنجليزية)
- رودني ماك على موقع قاعدة بيانات المصارعة على الإنترنت (الإنجليزية)
- رودني ماك على موقع عالم المصارعة على الإنترنت (الإنجليزية)

- رودني ماك على موقع IMDb (الإنجليزية)
- رودني ماك على موقع قاعدة بيانات الفيلم (الإنجليزية)
- رودني ماك على موقع كينوبويسك (الروسية)